# دون دبليو. فاوست
دون دبليو. فاوست (بالإنجليزية: Don W. Fawcett)‏ هو عالم أحياء وأستاذ جامعي أمريكي، ولد في 14 مارس 1917 في آيوا في الولايات المتحدة، وتوفي في 7 مايو 2009 في ميسولا في الولايات المتحدة.